# Olympiakos BC
Olympiacos BC (řecky: ΚΑΕ Ολυμπιακός Σ.Φ.Π.) je řecký basketbalový klub sídlící ve městě Pireus. Je součástí širší sportovní asociace Olympiacos CFP, jež vznikla roku 1925. Basketbalový oddíl byl založen v roce 1931. Jeho domácím hřištěm je Stadion míru a přátelství (Stadio Eirinis kai Philias) v Pireu, kam se vejde 12 000 diváků. K největším úspěchům klubu patří tři vítězství v Eurolize, tedy nejprestižnější evropské klubové soutěži. Triumfoval v ní v sezónách 1996–97, 2011–12 a 2012–13. Šestkrát byl v této soutěži poraženým finalistou (1993–94, 1994–95, 2009–10, 2014–15, 2016–17, 2022–23), což z něj činí řecký tým s největším počtem finálových účastí. Je rovněž prvním řeckým klubem, který se do finále Euroligy probojoval. Jednou vyhrál basketbalový Interkontinentální pohár (2013). Krom toho je patnáctkrát mistrem Řecka. Klubovými barvami jsou červená a bílá. K nejznámějším hráčům, kteří oblékali dres klubu, patří Panagiotis Fasoulas, Roy Tarpley, Dino Rađa, Theodoros Papaloukas, Arvydas Macijauskas, Ioannis Bourousis, Miloš Teodosić, Nikola Vujčić, Josh Childress, Linas Kleiza, Rašo Nesterović nebo Vassilis Spanoulis. Majiteli jsou řečtí podnikatelé bratři Angelopoulosovi.